# Izabela Tomaszewska
Izabela Jolanta Tomaszewska z d. Głowacka (ur. 13 września 1955 w Kwidzynie, zm. 10 kwietnia 2010 w Smoleńsku) – polska urzędniczka państwowa, w latach 2006–2010 dyrektor Zespołu Protokolarnego Prezydenta RP, z wykształcenia archeolog.

## Życiorys
Była córką Jadwigi Głowackiej (zd. Antoszewskiej) oraz Bogdana Głowackiego, historyka (doktora nauk historycznych), w latach 1954–1970 nauczyciela historii w Liceum Pedagogicznym im. A. Mickiewicza w Kwidzynie. Jako uczennica szkoły średniej należała do Związku Harcerstwa Polskiego i dwukrotnie uczestniczyła w Operacji 1001 Frombork, biorąc udział w wykopaliskach archeologicznych. W 1974 roku zdała egzamin maturalny w Liceum Ogólnokształcącym w Kwidzynie, a 19 kwietnia 1979 roku ukończyła studia w Instytucie Archeologii Uniwersytetu Warszawskiego, uzyskując tytuł zawodowy magistra archeologii (temat pracy magisterskiej: militaria późnolateńskie). W latach 1979–1998 pracowała naukowo jako asystent w Instytucie Archeologii i Etnologii PAN w Warszawie; prowadziła badania archeologiczne na Mazowszu (opracowanie znalezisk z cmentarzyska w Kołozębiu w gminie Sochocin oraz wykopaliska na stanowisku Słupno 6 w okolicach wczesnośredniowiecznego grodziska w Szeligach). W latach 80. i 90. XX wieku pełniła funkcję sekretarza redakcji czasopism „Archaeologia Polona” (uczestnictwo w przygotowaniu do druku tomów 25–28 w latach 1987–1990) i „Archeologia Polski” (współredagowanie tomów 35–43 w latach 1990–1998).
W latach 1998–2006 była pracownikiem Biura Prasowego Prezydenta Warszawy. W 2006 roku rozpoczęła pracę w Kancelarii Prezydenta RP, gdzie pełniła funkcję dyrektora Zespołu Protokolarnego Prezydenta. W Kancelarii Prezydenta RP była najbliższą współpracownicą Marii Kaczyńskiej, pomagając jej w organizowaniu konferencji, wywiadów, akcji społecznych.
Zginęła 10 kwietnia 2010 w katastrofie polskiego samolotu Tu-154 w Smoleńsku w drodze na obchody 70. rocznicy zbrodni katyńskiej. 19 kwietnia 2010 roku pochowano ją z honorami wojskowymi w Kwaterze Smoleńskiej na Cmentarzu Wojskowym na Powązkach w Warszawie.
Miała męża Andrzeja Jacka Tomaszewskiego, archeologa (związek małżeński zawarty w 1980 roku), syna Filipa, urodzonego w 1981 roku, wnuka Emila. Znała języki: angielski, francuski, niemiecki i rosyjski.

## Wybrane prace z zakresu archeologii
- J. Pyrgała, I. Tomaszewska, Leontomorficzna zapinka gallo-rzymska z osady w Kołozębiu, gm. Sochocin, woj. ciechanowskie, „Archeologia Polski”, t. 31: 1986, z. 2, s. 351–365
- I. Tomaszewska, Uwagi na temat celtyckiej pochwy miecza z Warszawy-Żerania, „Archeologia Polski”, t. 42: 1997, z. 1–2, s. 141–154
- I. Tomaszewska, Groby kultury wielbarskiej na cmentarzysku w Kołozębiu, gm. Sochocin, woj. ciechanowskie, [w:] Kultura wielbarska w młodszym okresie rzymskim (materiały z konferencji), J. Gurba, A. Kokowski red., t. I, Lublin 1988, s. 105–116
- I. Tomaszewska, Młodszy okres przedrzymski i okres wpływów rzymskich. Rezultaty ostatnich badań, [w:] Osadnictwo pradziejowe i wczesnośredniowieczne w dorzeczu Słupianki pod Płockiem, M. Dulinicz red., Archeologia Mazowsza i Podlasia. Studia i Materiały, t. I, W. Szymański red., Warszawa 1988, s. 65–93

## Odznaczenia, wyróżnienia i upamiętnienie
- We wrześniu 2008 roku została odznaczona portugalskim Orderem Zasługi w stopniu Wielkiego Oficera[11];
- 19 marca 2009 roku otrzymała Krzyż Kawalerski Orderu Zasługi Republiki Węgierskiej[12];
- 16 kwietnia 2010 roku została pośmiertnie odznaczona Krzyżem Oficerskim Orderu Odrodzenia Polski[13];
- 9 września 2010 roku otrzymała pośmiertnie wyróżnienie „Zasłużony dla Miasta Warszawy”[14];
- 13 września 2012 roku odsłonięto tablicę pamiątkową poświęconą Izabeli Tomaszewskiej umieszczoną na budynku NSZZ „Solidarność” przy ul. 11 Listopada w Kwidzynie[15].